# Marcarius
Marcarius – książę Friuli w latach 776-787.
Był pierwszym księciem Friuli wyznaczonym przez Karola Wielkiego po buncie longobardzkiego Hrodgauda. Prawdopodobnie nie był Longobardem. Odgrywał pomniejszą rolę w sporze o Trzy rozdziały (Tria capita).
Gdy biskup Istrii Maurycjusz został aresztowany przez Bizantyjczyków i ci wyłupili mu oczy za rzekome podburzanie ludności do opuszczenia Bizancjum i przejścia na stronę Franków, papież Hadrian I przyjął go w Rzymie przed wysłaniem na dwór Marcariusa do Friuli. Hadrian wysłał też list do Karola Wielkiego, prosząc go o wysłanie Marcariusa przeciwko bizantyjskiej Istrii, by przywrócić Maurycemu biskupstwo.
Następcą Marcariusa został Eryk wierny Karolowi Wielkiemu.